# وسم البشر
وسم البشر أو الوصم البشري هو عملية يتم من خلالها حرق علامة، عادةً ما تكون رمزًا أو نمطًا زخرفيًا، على جلد شخص حي، بقصد جعل الندبة الناتجة دائمة. يتم ذلك باستخدام ميسم ساخنة أو شديدة البرودة. تعتمد هذه العملية على تقنيات الوسم المستخدمة مع الماشية، ولكن تُطبَّق على البشر، إما بموافقة الشخص كنوع من تعديل الجسم؛ أو تحت الإكراه، كعقاب أو لتحديد هوية الشخص المستعبد أو المضطهد أو الخاضع للسيطرة بطريقة أخرى. يمكن أيضًا ممارستها كـ "طقوس عبور"، مثلما يحدث داخل بعض القبائل، أو للدلالة على الانتماء إلى منظمة أو القبول فيها.

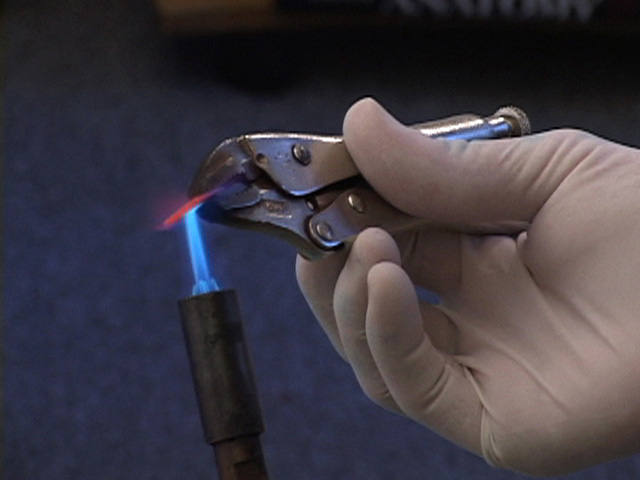
الطرق الحديثة للوسم

## الاستخدام التاريخي

### وسم بالإكراه

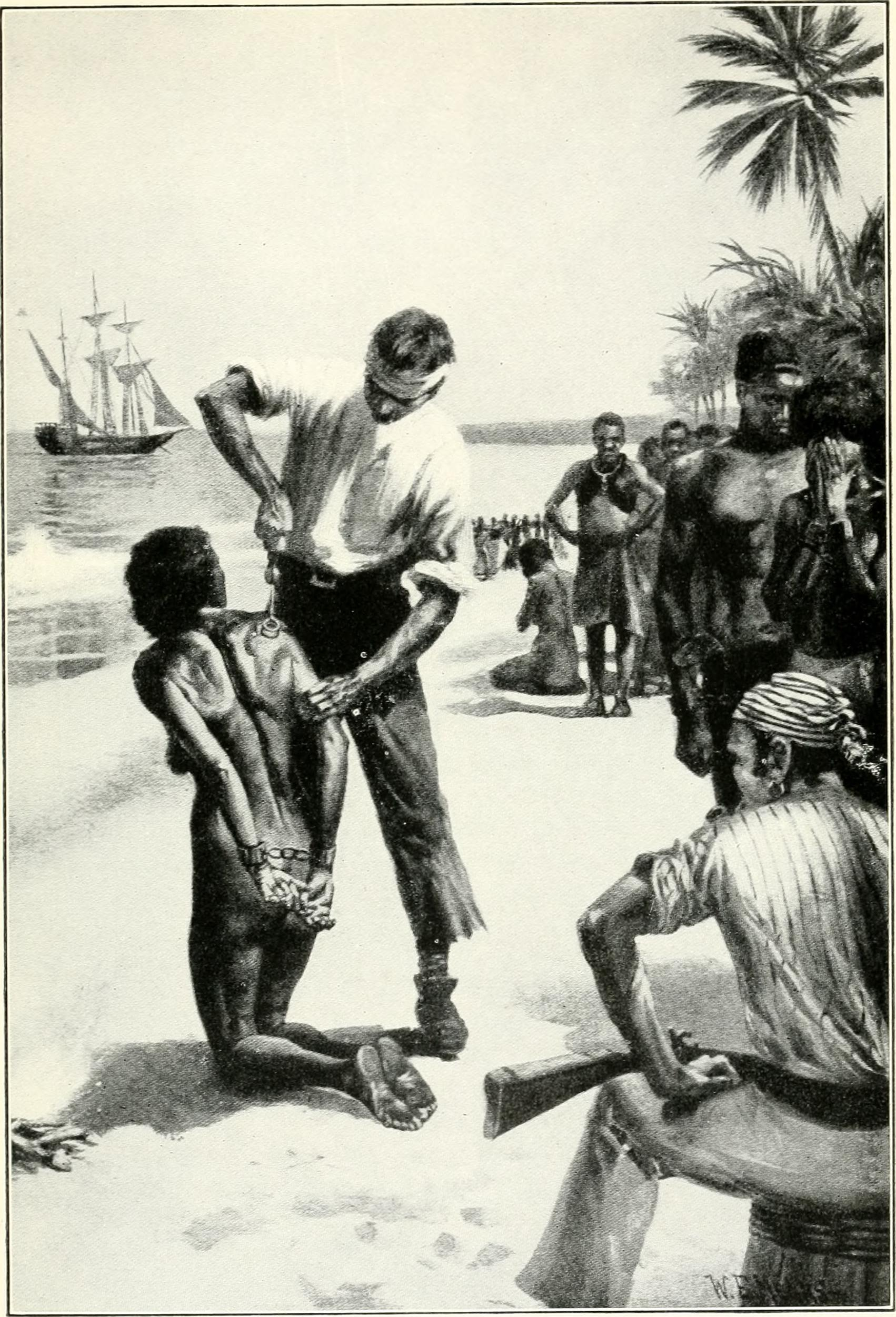
وسم امرأة مستعبدة عارية في أفريقيا

ربما يكون الأصل هو المعاملة القديمة للعبيد (غالبًا بدون حقوق قانونية) باعتبارهم ماشية.
- قام الأوروبيون والأمريكيون وغيرهم من تجار الرقيق المستعمرين بوسم ملايين العبيد أثناء فترة تجارة الرقيق عبر الأطلسي. في بعض الأحيان كانت هناك عدة وسوم، على سبيل المثال للتاج البرتغالي والمالك الخاص (المتتالي)، وصليب إضافي بعد المعمودية، وكذلك من قبل صائدي العبيد الأفارقة.
- كان الرومان القدماء يميزون العبيد الهاربين بالأحرف FVG أو FUG (لـ fugitivus بمعنى هارب).
- حالة وسيطة بين العبودية الرسمية والقانون الجنائي هي عند وسم مدان وتخفيض وضعه القانوني، سواء لفترة زمنية محددة أو غير محددة، إلى حالة شبيهة بالعبودية، مثل العمل في السفن الحربية (في فرنسا كان يُوسم بالرموز GAL أو TF لـ travaux forcés بمعنى الأشغال الشاقة حتى عام 1832)، أو في مستعمرة عقابية، أو بيعه في مزاد إلى مالك خاص.

### كعقاب

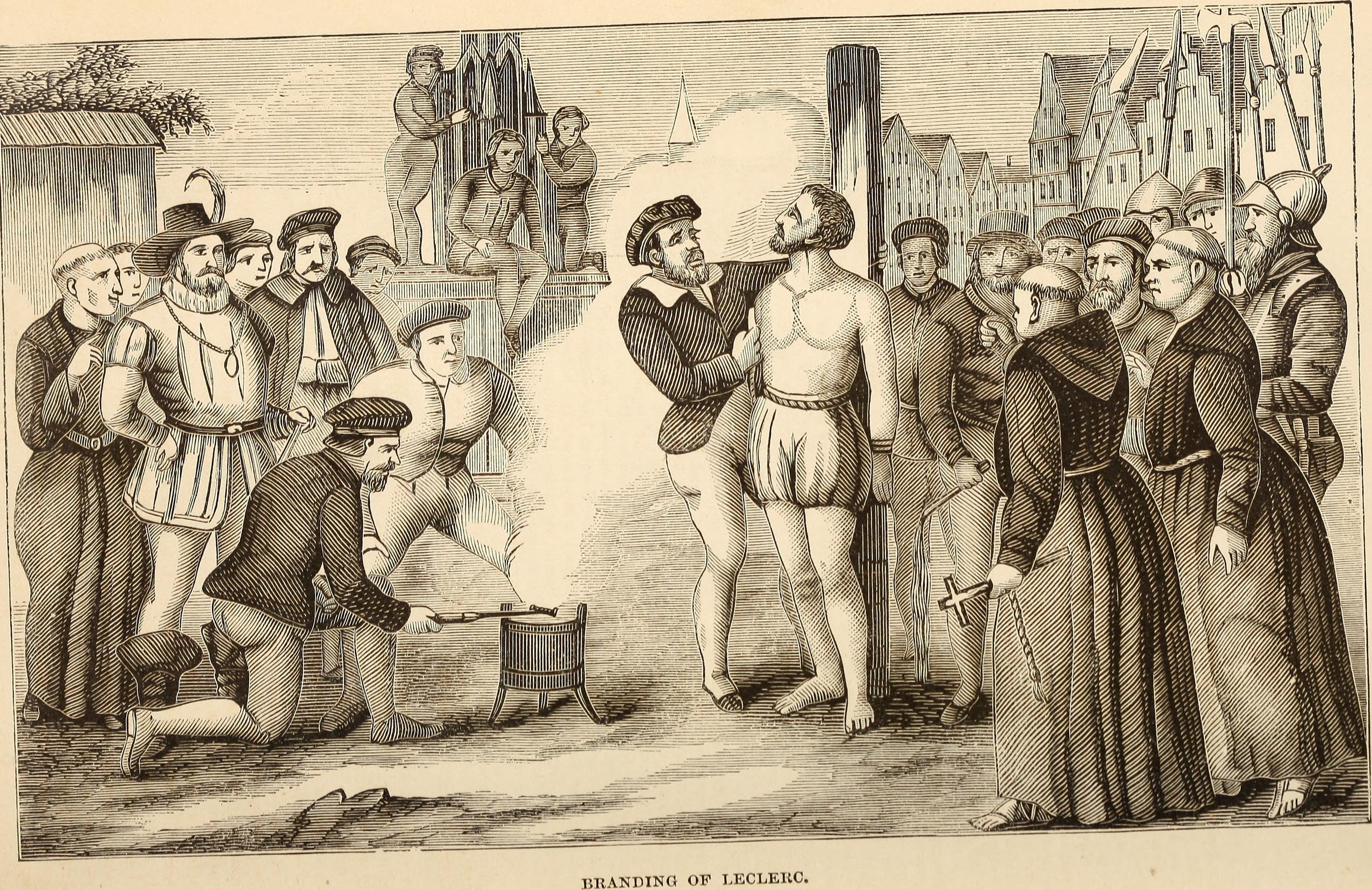
وسم الهوجينوتي جون ليكلير خلال الاضطهادات في القرن السادس عشر.

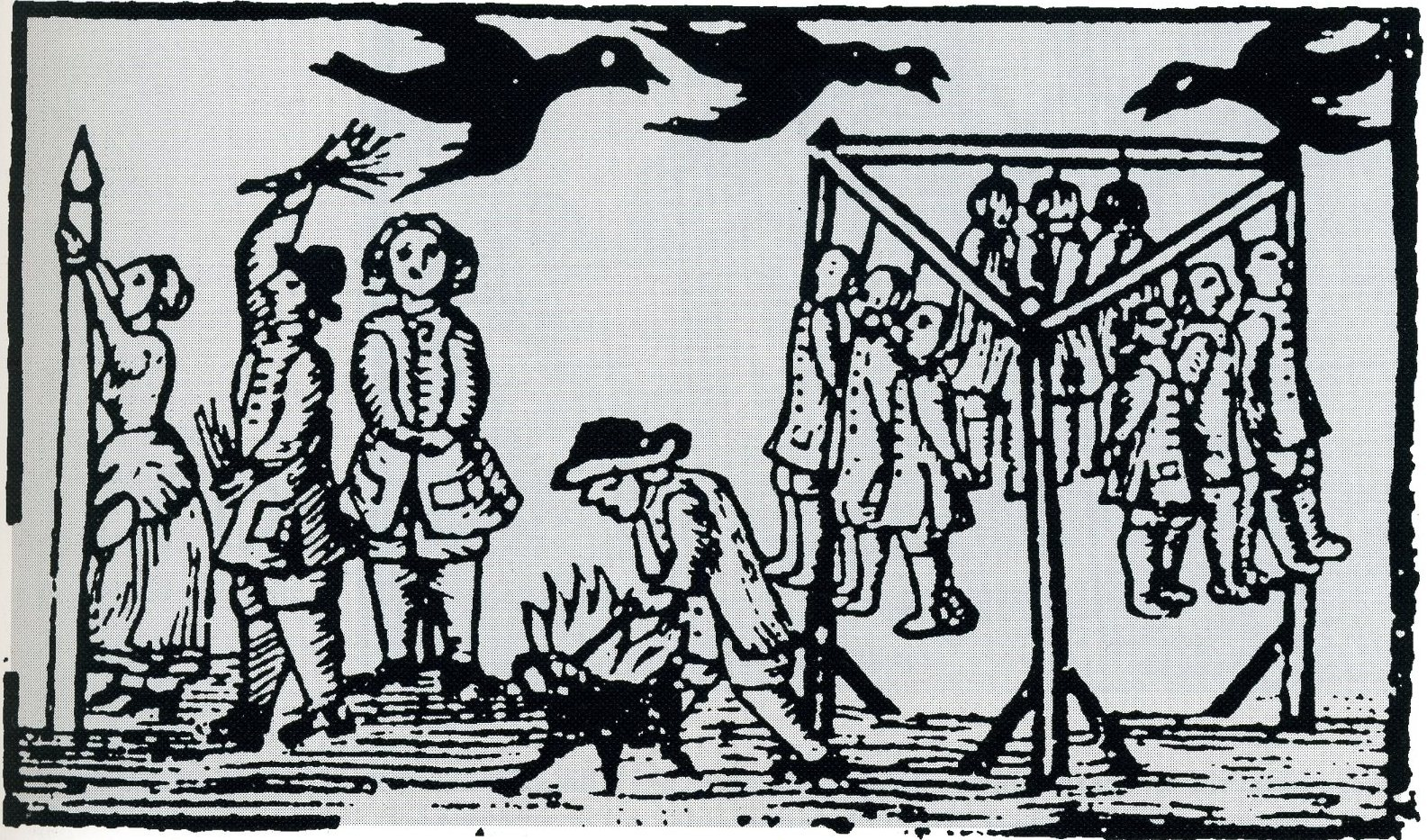
جلد ووسم اللصوص في الدنمارك، 1728

في القانون الجنائي، كان الوسم بالحديد الساخن أسلوبًا من أساليب العقاب يتألف من وضع علامة على الشخص كما لو كان سلعة أو حيوانًا، وفي بعض الأحيان كان ذلك متزامنًا مع خفض مكانته في المجتمع.
وقد استخدمت الوسوم أيضًا كعقاب للمجرمين المدانين، حيث تجمع بين العقاب البدني، حيث أن الحروق مؤلمة للغاية، والإذلال العلني (الذي يكون أعظم إذا تم وضع العلامة على جزء مرئي عادةً من الجسم) وهو هنا القصد الأكثر أهمية، وفرض سجل جنائي لا يمحى.
كان الرومان يضعون علامة على اللصوص، مثل العبيد الهاربين، بالحرف F؛ وكان العمال في المناجم، والمحكوم عليهم بالمشاركة في عروض المصارعة، يضعون علامة على جباههم لتحديد هويتهم. في عهد قسطنطين الأول لم يكن مسموحًا بتشويه الوجه بهذه الطريقة، بل كان يُكتفى بوضع العلامة على اليد أو الذراع أو الساق.
تذكر أعمال شربل تطبيق عقوبة الوسم، من بين أنواع التعذيب الأخرى، على مسيحي بين عينيه وعلى الخدين في مدينة الرها الفرثية في عهد الإمبراطور الروماني تراجان بناء على أمر من القاضي لرفضه أن يضحي.
في القرن السادس عشر، تم وسم المعمدانيين الألمان بالصليب على جباههم لرفضهم التخلي عن إيمانهم والانضمام إلى الكنيسة الكاثوليكية الرومانية.
في المستوطنات الاستعمارية في أمريكا الشمالية في القرن السابع عشر وأوائل القرن الثامن عشر، كان الوسم عقابًا شائعًا لأولئك الذين تثبت إدانتهم بارتكاب جرائم. يختلف نوع الوسم من جريمة إلى أخرى. كان يتم وسم الرجال والنساء المحكوم عليهم بالزنا بحرف A على صدورهم، وحرف D للسكر وحرف B للتجديف أو السرقة، وحرف T على اليد للسارق، وحروف SL على الخد للتشهير التحريضي، وحرف R على الكتف للمحتال أو المتشرد، وحرف F على الخد للتزوير. كان يتم وسم جباه أولئك الذين أدينوا بالسرقة في يوم الرب.  
خلال المراحل المبكرة من الثورة الأمريكية، تم وسم بعض الموالين على وجوههم بالأحرف GR (لـ George Rex، أي الملك جورج) من قبل الوطنيين كعقاب على استسلامهم الملحوظ للتاج.  
في إنجلترا في أواخر القرن الثامن عشر، كان الحرف المستخدم يشير إلى نوع الجريمة المرتكبة، على سبيل المثال SS (زارع الفتنة)، وM (مجرم)، وB (مجدف)، وF (مفتري)، وR (محتال)، على سبيل المثال. 
وفي الأوقات اللاحقة، تم اختيار العلامة أيضًا كرمز للجريمة (على سبيل المثال، D للهروب وBC لسوء السمعة في كندا. وتم نقل معظم الرجال الذين تم وضع العلامة عليهم إلى مستعمرة جزائية ). تم استخدام الوسوم أيضًا من قبل الجيش الكونفدرالي أثناء الحرب الأهلية الأمريكية.
حتى عام 1832 في فرنسا، كانت بعض الجرائم تُعاقب، بالإضافة إلى العقوبة القانونية، بالوسم بزهرة الزنبق، وكان عبيد السفن الحربية يُوسمون بالحروف GAL، وعندما استُبدلت السفن بمعتقلات الأشغال الشاقة البرية، استُخدمت الأحرف TF (لـ travaux forcés، أي الأشغال الشاقة) أو TFP (لـ travaux forcés à perpétuité، أي الأشغال الشاقة المؤبدة). أما في معظم الدول الناطقة بالألمانية، فقد كان وسم الناس غير قانوني.
في أعقاب مؤامرة العبيد عام 1749 في مالطا، تم وسم بعض العبيد بحرف R (الذي يعني متمرد) على جباههم وحُكم عليهم بالسجن مدى الحياة. 
كان يتم إلغاء وسم البشر، كغيره من أشكال التشويه القضائي، بشكل أسرع وأكثر انتشاراً مقارنة بعقوبات جسدية أخرى مثل الجلد أو الضرب بالعصا. والسبب هو أن تلك العقوبات كانت تهدف في الغالب إلى إلحاق الألم فقط، وفي أسوأ الحالات، تتسبب بظهور ندوب سطحية. ومع ذلك، فإن أشد أنواع الجلد، خاصة في المستعمرات العقابية، قد تكون مميتة إذا كانت الجرعة وعدد الضربات، أو أداة التنفيذ (مثل الكرباج الروسي الشهير)، قاسية للغاية.

### في الطقوس الدينية
يُعتبر الوسم الاحتفالي جزءًا أساسيًا من طقوس الانضمام الديني في معظم طوائف الفايشنافا. يمكن تتبع الإشارات إلى هذه الممارسة في نصوص مثل نارد بانشراترا، فيخناساغاما، وسكندا بورانا. تستمر هذه الممارسة بين طائفة براهمة مادهافا في كارناتاكا في الهند، حيث يتم وسم الرجال بعلامات صغيرة على كلا الكتفين، والنساء على الساعدين. ومع ذلك، فإن هذه الممارسة ليست خالية من الجدل؛ حيث تم رفع دعوى قضائية ضد معبد هندوسي في شوجر لاند بولاية تكساس من قبل والد صبي يبلغ من العمر أحد عشر عامًا، وُسم خلال احتفال ديني هناك.

### في الدعارة
غالبًا ما كانت تُوشم أو تُوسمالعاهرات القسريات والمستعبدات بعلامة تدل على أسيادهن. كانت تُحفر أسماء أرباب العمل أو رموز العصابةباستخدام الوشم أو تُوسم بالحديد الساخن على جلدهن. في بعض المنظمات المرتبطة بالإتجار بالنساء، مثل المافيا، يتم وسم جميع العاملات تقريبًا. بعض القوادين والمنظمات يستخدمون أسمائهم أو رموزهم المعروفة، بينما يفضل آخرون استخدام علامات سرية.
إن الوسم مؤلم ومذل للضحية، وخاصة عندما يتم باستخدام مكواة الوسم، وقد يكون أيضًا شكلًا من أشكال العقاب والخضوع النفسي للبغايا.
قبل بضع سنوات، كانت العلامات غالبًا صغيرة الحجم، ولا يمكن التعرف عليها إلا من قبل قوادين آخرين، وأحيانًا تكون مخفية بين الشفرات المهبلية الداخلية. ومع ذلك، تُظهر حالات أخرى أن بعض القوادين لا يجدون مشكلة في استخدام علامات أكبر وأكثر وضوحًا.

### الولايات المتحدة

#### كعقوبة جنائية
في ولاية بنسلفانيا، صدر قانون بشأن سرقة الخيول "قانون لزيادة عقوبات سرقة الخيول" عام 1780 وتم إلغاؤه في عام 1860. نص القانون على أن الأشخاص المدانين بهذا الجرم يجب أن يتم وسمهم. جاء نص القانون كالتالي: "في الجريمة الأولى [يُحكم على المدان] بالوقوف في قفص الإذلال لمدة ساعة واحدة، ويتعرض للجلد العلني على ظهره [العاري] بـ 39 جلدة، تُنفذ بقوة، وفي الوقت نفسه تُقطع أذناه وتُثبت على قفص الإذلال. أما في الجريمة الثانية، فيُجلد ويُعرض بنفس الطريقة ويُوسم على الجبهة بشكل واضح بالحروف HT."
تمت الإشارة إلى هذه العقوبة في رواية خط الدم للكاتب كورماك مكارثي حيث تعرضت شخصية "تودفاين" للوسم بالحروف HT. على جبينه. يشير حرف H إلى Horse (حصان)، وحرف T إلى Thief (لص)، وحرف F إلى Felon (مجرم). وُصف المشهد في الرواية كما يلي: "على جبينه كانت الحروف H وT محترقة، وأسفلها تقريبًا بين العينين كان حرف F. كانت هذه العلامات واضحة ومشوهة، كما لو أن الحديد الساخن قد ترك لفترة طويلة. وعندما استدار لينظر إلى الفتى، رأى الفتى أنه أنه بلا أذنين."

#### في العبودية

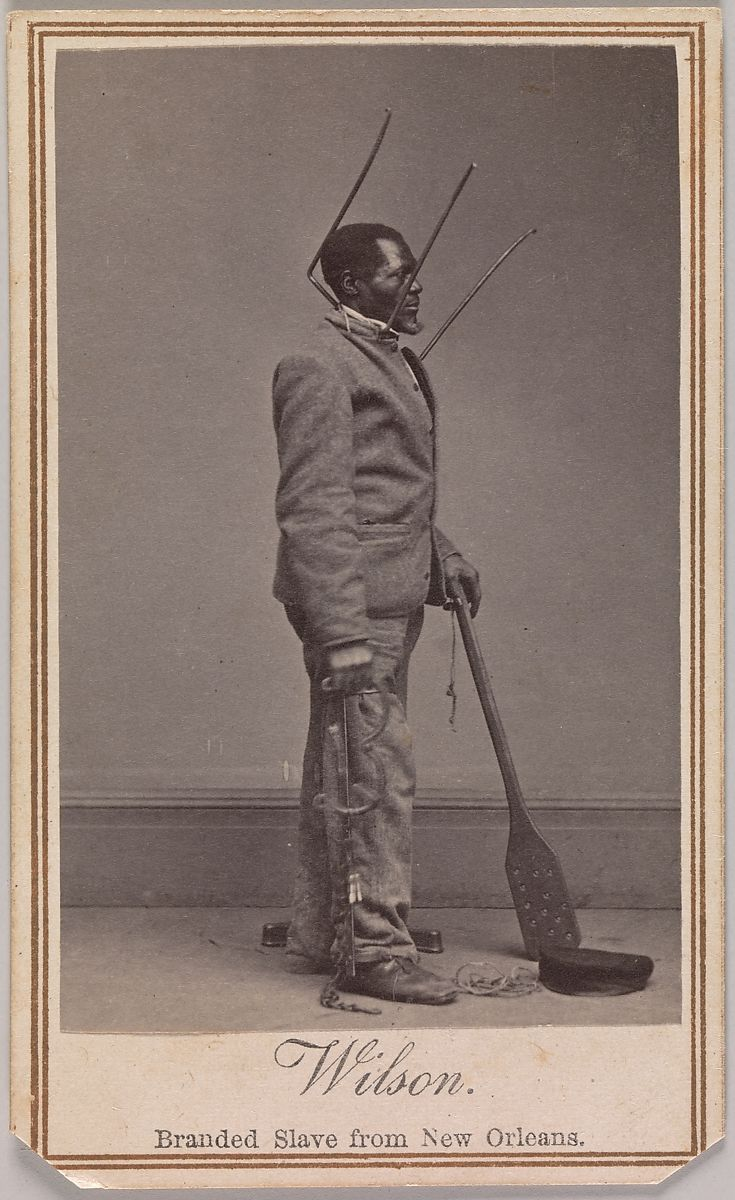
ويلسون تشين، صورة "العبد الموسوم" الشهيرة

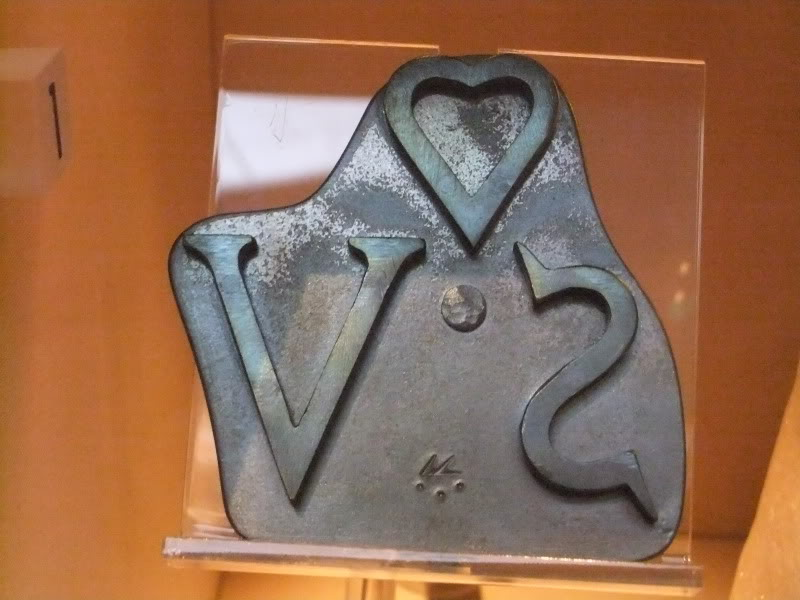
نسخة طبق الأصل من أداة وسم العبيد التي استخدمت في الأصل في تجارة الرقيق عبر المحيط الأطلسي، معروضة في متحف ليفربول بإنجلترا.

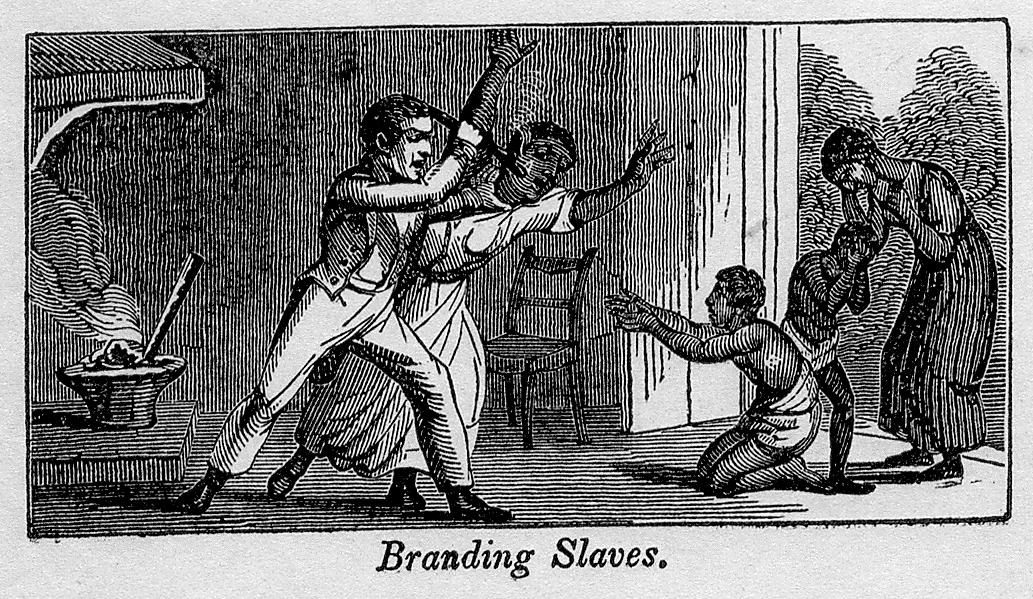
تصوير لعملية وسم العبيد، من الرسوم التوضيحية للتقويم الأمريكي لمكافحة العبودية لعام 1840

في ولاية لويزيانا، كان هناك "قانون أسود"، أو قانون نوير ، والذي سمح بقص الأذنين، ووضع علامات على الكتف، وقطع أوتار الركبة، كعقوبات للعبيد الذين يتم أسرهم مرة أخرى. كان مالكو العبيد يستخدمون عقوبات شديدة لمنع هروبهم أو إجبارهم على الفرار. كانوا في كثير من الأحيان يقومون بوضع علامات على راحة أيدي العبيد، أو أكتافهم، أو أردافهم، أو خدودهم باستخدام ميسم. 
كان يتم استخدام الوسوم في بعض الأحيان لتمييز العبيد الهاربين الذين تم أسرهم لمساعدة السكان المحليين على التعرف عليهم بسهولة. كان ميكاجا ريكس، وهو مالك عبيد في رالي بولاية كارولينا الشمالية، يبحث عن أمته، ووصف الأمر قائلاً: "لقد أحرقتها بمكواة ساخنة، على الجانب الأيسر من وجهها، وحاولت أن أرسم الحرف M."  
كان معظم مالكي العبيد يستخدمون الجلد كأسلوب أساسي، ولكن في أوقات أخرى كانوا يستخدمون الوسم لمعاقبة عبيدهم. شهادة أخرى تشرح كيف كان أحد مالكي العبيد في ولاية كنتاكي حوالي عام 1848 يبحث عن عبده الهارب. وقد وصفها بأنها "ذات وسم على صدرها تشبه حرف L".  في ولاية كارولينا الجنوبية، كانت هناك قوانين عديدة تسمح بالعقوبات التي يتلقاها العبيد. إذا هرب العبد، فإذا كانت هذه هي المخالفة الأولى، فلا يعاقب العبد بأكثر من أربعين جلدة. ثم تكون الجريمة الثانية هي الوسم. كان العبد يحمل علامة الحرف R على جبهته، مما يدل على أنه مجرم وهارب. 

### بريطانيا
وقد تم اعتماد هذه العقوبة من قبل الأنجلوساكسونيين، وكان القانون القديم في إنجلترا يسمح بهذه العقوبة. بموجب قانون المتشردين (1547) في عهد الملك إدوارد السادس، أُمر بوضع علامة V كبيرة على صدر المتشردين والغجر، ووضع حرف F لـ"المشاجرين". كان يتم وسم العبيد الهاربين بالحرف S على الخد أو الجبهة. تم إلغاء هذا القانون في إنجلترا سنة 1550.
منذ عهد هنري السابع، أصبح الوسم يُفرض على جميع الجرائم التي يستفيد منها رجال الدين. حوالي عام 1600، كان يُستخدم وسم الإبهامين في محكمة أولد بيلي لضمان أن المتهم الذي استفاد من الحصانة عبر قراءة مقطع من الكتاب المقدس، لا يمكنه الاستفادة منها أكثر من مرة. أُلغيت هذه الممارسة في عام 1822.
في عام 1655، اتُهم جيمس نايلر، وهو من أتباع طائفة الكويكرز، بالادعاء بأنه المسيح، وأُدين بالتجديف في محاكمة حظيت بتغطية إعلامية واسعة النطاق أمام برلمان الحماية الثاني. ثُقب لسانه ووسمت جبهته بالحرف B لـ "المجدف". في عام 1698 صدر قانون ينص على أن أولئك الذين أدينوا بالسرقة البسيطة أو النهب، والذين يحق لهم الاستفادة من حصانة رجال الدين، يجب أن "يحرقوا في الجزء الأكثر وضوحا من الخد الأيسر، الأقرب إلى الأنف". وقد تم إلغاء هذا المرسوم الخاص في عام 1707.
في محكمة لانكستر الجنائية، يُحتفظ بحديد وسم في قفص الاتهام. يتكون من مسمار طويل بمقبض خشبي في أحد طرفيه وحرف M، الذي يرمز إلى Malefactor (مجرم)، في الطرف الآخر. بجانبه، توجد حلقتان حديديتان لتثبيت اليدين بإحكام أثناء عملية الوسم. بعد الفحص، كان القائم بالوسم يلتفت إلى القاضي قائلاً: "علامة واضحة، يا مولاي." وكان يُطلب من المجرمين رفع أيديهم قبل النطق بالحكم لإظهار ما إذا كانوا قد أدينوا سابقًا.
في القرن الثامن عشر، أصبح الوسم البارد، أو الوسم بالحديد البارد، هو الأسلوب المتبع لإنزال العقوبة اسمياً بالسجناء من ذوي الرتبة الأعلى. "عندما زار تشارلز موريتز، وهو شاب ألماني، إنجلترا في عام 1782، فوجئ بهذه العادة، وذكر في مذكراته حالة رجل دين خاض مبارزة وقتل رجل في هايد بارك. وبعد إدانته بالقتل غير العمد، تم حرق يده، إذا كان من الممكن أن نسمي ذلك حرقًا، وقد تم ذلك بمكواة باردة".

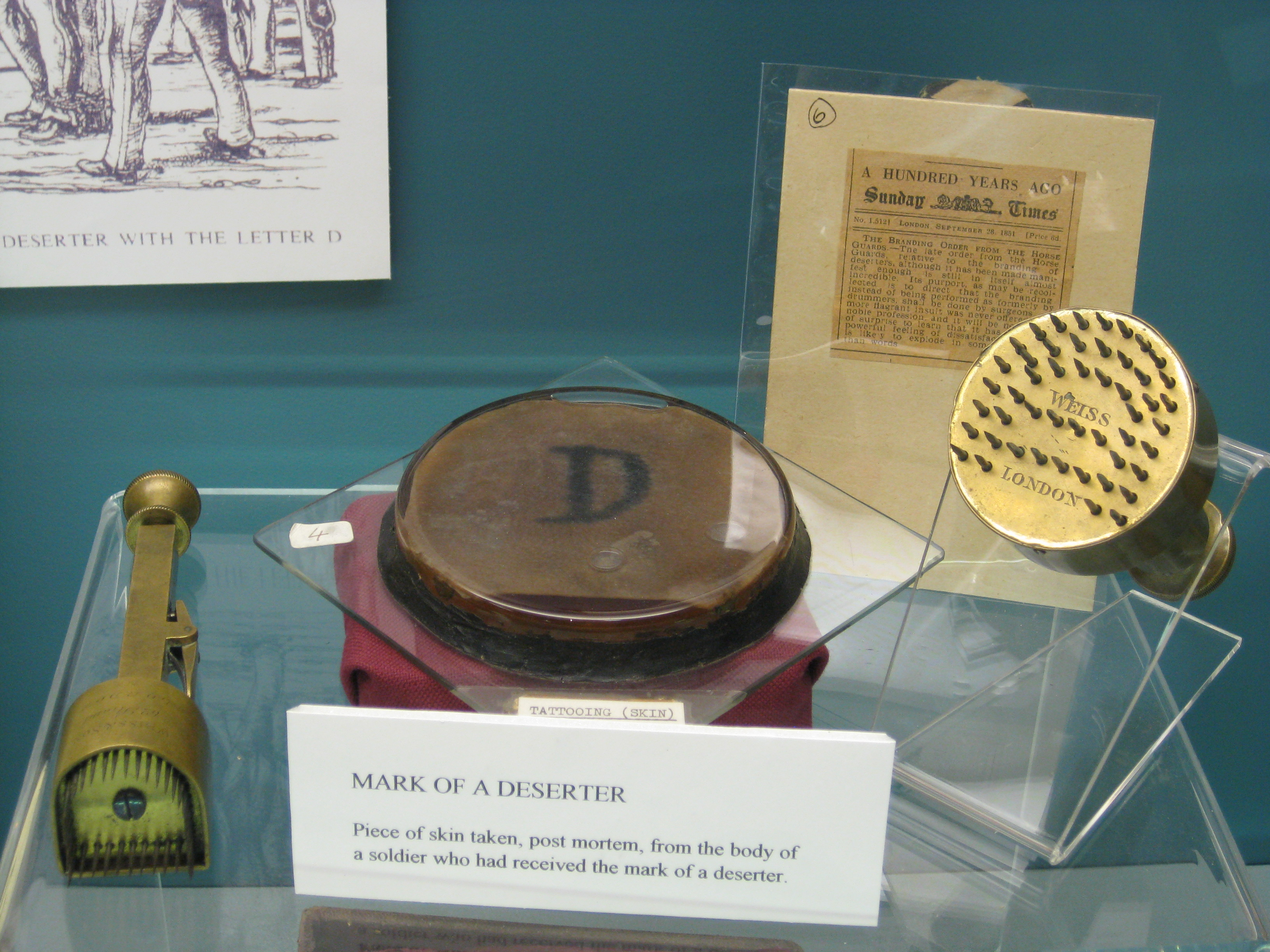
علامة الفار من الجيش البريطاني. وشم على الجلد والمعدات. معروض في متحف الخدمات الطبية للجيش.

مثل هذه الحالات أدت إلى جعل عملية الوسم بالحديد الساخن قديمة وغير مستخدمة. تم إلغاؤها عام 1829، باستثناء حالة الهاربين من الجيش، حيث كانوا يُعلَّمون بحرف D، ليس باستخدام الحديد الساخن، بل بالوشم باستخدام الحبر أو البارود. كان الجنود المعروفون بسلوكهم السيئ يُوسمون أيضًا بحروف BC (Bad Character، أي شخصية سيئة). نص قانون التمرد البريطاني لعام 1858 على أنه يجوز للمحكمة العسكرية، بالإضافة إلى أي عقوبة أخرى، أن تأمر بوسم الفارين على الجانب الأيسر، على بعد 2 بوصة (5.1 سم) أسفل الإبط، بحرف D، على ألا يقل طول الحرف عن بوصة واحدة. تم إلغاء هذا الإجراء عام 1879.

### أستراليا
كان المجرمون في أستراليا يخضعون للوسم وفقًا للقانون البريطاني. في عام 1826، في هوبارت، اتُهم جوزيف كلارك بالقتل غير العمد وحُكم عليه "بحرق يده". في عام 1850، في نيو ساوث ويلز، تم وشم الفار دانييل أونيل بالحرف D. 

### روسيا
استخدم الوسم في روسيا بشكل واسع في القرن الثامن عشر والنصف الأول من القرن التاسع عشر. مع مرور الوقت، تم استبدال الوسم بالحديد الساخن تدريجيًا بألواح الوشم؛ حيث كان يُوسم المجرمون أولاً على الجبهة والخدين، ثم لاحقًا على الظهر والذراعين. أُلغيت هذه الممارسة تمامًا في عام 1863.

## الممارسات المستمرة

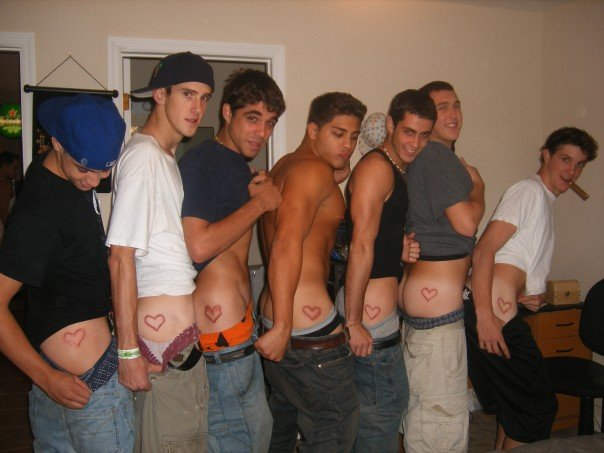
أعضاء إحدى الجمعيات الأخوية يعرضون وسومهم الجديدة على شكل قلب.

عمومًا، وعلى الرغم من كونه طوعيًا في كثير من الأحيان، إلا أن الوسم قد يتم تحت ضغط اجتماعي شديد. يُستخدم كوسيلة مؤلمة للتدريب أو كاختبار تحمل ودافع (طقوس المرور)، وأيضًا كعلامة دائمة للعضوية، حيث يُنظر إليه كوسيلة لتعزيز الروابط بين الأفراد. كما يُمارس الوسم كنوع من فن الجسد، وأحيانًا في علاقات بي دي إس إم. تتضمن ممارسات الوسم ما يلي:
- من قبل بعض عصابات الشوارع.
- في الجريمة المنظمة تُستخدم "الخطوط" للدلالة على الجريمة العنيفة التي ارتكبها الشخص. عادة في الجزء العلوي من الذراع أو الجزء العلوي من الجذع.
- في السجون.
- بعض أعضاء الأخويات والنوادي الجامعية يختارون طواعية أن يتم وسمهم بأحرف الأخوية الخاصة بهم، وهذا أقل شيوعًا في النوادي النسائية مقارنة بالأخويات الرجالية، خاصةً في بعض الأخويات الأمريكية الأفريقية التاريخية مثل أوميجا بساي فاي.[20]
- أحيانًا كجزء من طقوس تقليدية مؤلمة.
- كزخرفة جسدية طوعية – شكل من أشكال فن الجسد الدائم يشبه الوشوم.
- في بعض العلاقات القائمة على التراضي ضمن بي دي إس إم، حيث يقوم المسيطر بوسم اسمه أو رمزه على الطرف الخاضع له. [21]

## احتجاجات
في تضامن رمزي مع العجل 269، قام متظاهرون في إسرائيل بوسم أنفسهم خلال اليوم العالمي لحيوانات المزرعة (ذكرى ميلاد غاندي) في 2 أكتوبر 2012. وقد تبعهم آخرون في إنجلترا وجمهورية التشيك. وعلّق أحد المتظاهرين الإنجليز الذين أُجريت معهم مقابلات بأن هذا التصرف المتطرف هو رد فعل على القسوة الشديدة التي يمارسها قطاع الألبان، مثل إطلاق النار على العجول عند ولادتها.

## طُرق

### وسم بالطرق أو الضرب
يشبه العملية المستخدمة لوَسْم الماشية، حيث يتم تسخين قطعة من المعدن وضغطها على الجلد لتشكيل العلامة. استخدم تاريخيًا لتحديد ملكية العبيد أو معاقبة المجرمين. كفن جسدي، يعتبر وسم الضرب أقل تفضيلًا لأنه غير دقيق ويميل إلى الانتشار أثناء الالتئام، كما أنه غير مستحسن للأماكن المنحنية من الجسم. تُعتبر طريقة الوسم متعدد الضربات أكثر نجاحًا؛ حيث يتم الوسم قطعةً بقطعة بدلًا من مرة واحدة. على سبيل المثال، للحصول على علامة على شكل حرف V، يتم حرق الخطوط بشكل منفصل باستخدام قطعة معدنية مستقيمة، بدلًا من استخدام قطعة معدنية على شكل V.

### وسم بالكيّ
يُعد هذا النوع أقل شيوعًا، ويستخدم أداة كي حرارية ذات طرف سلكي مسخن لإحداث الحروق.

### وسم بالليزر
هو مصطلح تسويقي ابتكره ستيف هاوورث، الذي روّج لاستخدامه في تعديلات الجسم. المصطلح التقني هو "الوسم الجراحي الكهربائي". رغم إمكانية استخدام الليزر الطبي للندب، يشير المصطلح هنا إلى جهاز جراحي كهربائي يستخدم الكهرباء لقطع الجلد وكيّه، مشابهًا لعمل اللحام القوسي. القوس الكهربائي ينتقل من قلم الجهاز إلى الجلد، فيبخّره. هذا النوع من الوسم دقيق جدًا، حيث يمكن تنظيم عمق الضرر وطبيعته. على عكس الوسم التقليدي، حيث تنتقل الحرارة إلى الأنسجة المحيطة مما يسبب أضرارًا، فإن الوسم الجراحي الكهربائي يبخّر الجلد بسرعة فائقة دون إلحاق ضرر كبير بالأنسجة المحيطة، مما يقلل الألم ومدة التعافي.

### وسم بارد
يعد هذا النوع نادرًا ويشبه وسم الضرب، لكن يتم تبريد أداة الوسم باستخدام برودة شديدة مثل النيتروجين السائل بدلًا من الحرارة. يؤدي هذا الأسلوب إلى نمو الشعر في مكان الوسم بلون أبيض، دون التسبب في الجُدر. يُستخدم هذا الأسلوب أيضًا في وَسْم الماشية، حيث يُعرف باسم "وسم التجميد" في هذا السياق.

## روابط خارجية
- مقالة حول العلامة التجارية البشرية والخدش
- العلامات التجارية في موسوعة BME
- قاعدة بيانات الحديد الساخن
- نسخة محفوظة 2017-06-10 على موقع واي باك مشين. مدونة الندبات